# Дейвис, Джим (бизнесмен)
Джеймс С. «Джим» Де́йвис (англ. James S. «Jim» Davis; род. 1943, США) — американский бизнесмен и филантроп греческого происхождения, миллиардер, владелец и председатель транснациональной корпорации «New Balance», а также соучредитель Главной лиги лакросса (MLL). Согласно журналу «Forbes», занимает 286 место в списке самых богатых людей в мире, финансовое состояние которого на конец января 2017 года оценивается в 5 млрд долларов. В 2016 году занял 94 место в списке «Forbes 400» самых богатых людей США, а в 2015 году попал в «Forbes 400» как самый богатый американский грек (124 место в целом по США). Также является владельцем коммерческой недвижимости в Глостере (Массачусетс).

## Биография
Родился в 1943 году в США в семье греков. Отец Джима уехал в США из Греции в возрасте 15 лет.

### Образование
В 1962 году окончил Вустерскую академию.
В 1966 году окончил Миддлберийский колледж со степенью бакалавра наук в области биологии и химии. Являлся членом команды по студенческому футболу. Впоследствии библиотека кампуса колледжа была названа его именем, а сам Дейвис получил степень почётного доктора.

### Карьера
Начинал свою карьеру как инженер по сбыту в «LFE Corporation» (Уолтем, Массачусетс) и менеджер по маркетингу в «Techven Associates» (Кембридж, Массачусетс)
В 1972 году, в день Бостонского марафона, приобрёл небольшую компанию по производству обуви «New Balance», в которой на тот момент работало всего шесть служащих, изготавливавших тридцать пар кроссовок в день. В итоге «New Balance» превратилась в одну из самых успешных в мире коммерческих организаций с персоналом в 4 000 человек и ежегодным доходом в 2,5 млрд долларов.
Является членов Советов директоров компаний «Sporting Goods Manufacturers Association», « International Athletic Footwear & Apparel Manufacturers Association» и «Two/Ten Foundation», а также членом «Athletic Footwear Council» и состоит в исполнительном комитете «Rubber and Plastic Footwear Manufacturers Association».
В период президентских выборов в США 2012 года оказал финансовую поддержку кандидату от Республиканской партии Митту Ромни на сумму 500 000 долларов.
В сентябре 2016 года выделил почти 400 000 долларов Комитету победы Трампа (англ. Trump Victory Committee) — объединённому комитету по сбору средств для кандидата от Республиканской партии Дональда Трампа в период президентских выборов в США 2016 года, который возглавлял председатель Национального комитета партии Райнс Прибус. В интервью корреспонденту газеты «The Wall Street Journal» на следующий день после победы Дональда Трампа, руководитель высшего звена «New Balance» заявил, что Дейвис оказал поддержку Трампу по причине его выступления против Транстихоокеанского партнёрства.

## Благотворительная деятельность
Семья Дейвисов учредила Фонд «New Balance» (англ. New Balance Foundation), миссия которого состоит в поддержании благотворительных организаций, чья гуманитарная деятельность состоит в улучшении условий жизни детей, а также в профилактике детского ожирения.
Пожертвовал 5 млн долларов Университету Мэна.

## Личная жизнь
Женат, имеет двоих детей.
В 1977 году будущая супруга бизнесмена Энн начинала работать в «New Balance» в отделе кадров, а сегодня занимает пост вице-председателя.
Проживает в Ньютоне (Массачусетс).